# Dead or Bullet
Dead or Bullet (kompletter Titel Date A Bullet: Dead or Bullet) ist ein Anime-Kinofilm des japanischen Studios Geek Toys. Geplanter Kinostart in Japan ist der 14. August 2020. Ein zweiter Kinofilm, der die Geschichte fortsetzt, heißt Nightmare or Queen und erscheint noch im gleichen Jahr.
Der Kinofilm basiert auf den Date-A-Live-Ableger Date A Live Fragment: Date A Bullet des Autors Yuichirō Higashide in der Kurumi Tokisaki – ein Naturgeist (jap.: 精霊 seirei) aus der Hauptreihe – die Hauptprotagonistin ist.

## Produktion
Am 17. September 2019 wurden zwei Anime-Projekte zu Date A Live angekündigt. Sechs Tage später wurde bekannt, dass es sich bei einer dieser Projekte um eine Umsetzung des Light-Novel-Ablegers Date A Live Fragment: Date A Bullet handelt. Zu diesem Zeitpunkt war allerdings nicht bekannt, ob die Umsetzung in Form einer Anime-Fernsehserie, einer Original Video Animation oder eines Kinofilms erfolgt.
Mitte März des Jahres 2020 wurden weitere Details publik gemacht. So entsteht der Anime im Animationsstudio Geek Toys unter Regie von Jun Nakagawa, der bereits im Film zu High School Fleet als Regisseur fungierte. Yuichirō Higashide, der Autor der Filmvorlage, schreibt das Drehbuch während Naoto Nakamura das Charakterdesign entwirft.
Nachdem Asami Sanada, welche bereits in der Hauptserie Kurumi Tokisaki sprach, zu einem sehr frühen Zeitpunkt als Kurumis Synchronsprecherin bekannt gegeben wurde, wurde Mitte Mai weitere Synchronsprecher für den Kinofilm sowie der Projektname angekündigt. Erst Mitte Juli 2020 wurde angekündigt, dass die Umsetzung zu Date A Bullet in Form zweier Kinofilme erfolgen werde.
Go Sakabe komponiert das Instrumentalstück Infermata, welches als Lied im Vorspann zu hören ist, sowie das Abspannlied Only wish, welches von Luiza gesungen wird. Der als Kinofilm gehandelte Titel hat eine Spiellänge von 25 Minuten.

## Synchronsprecher
| Rolle           | Japanische Stimme (Seiyū) | Deutsche Stimme |
| --------------- | ------------------------- | --------------- |
| Kurumi Tokisaki | Asami Sanada              | Esra Vural      |
| White Queen     | Saori Ōnishi              | Leonie Dubuc    |
| Hibiki Higoromo | Kaede Hondo               | Daniela Molina  |
| Tsuan           | Mariya Ise                | Ronja Peters    |
| Panie Ibusuki   | Rina Hidaka               | Charlotte Uhlig |
| Yui Sagakure    | Asami Seto                | Antje Thiele    |
| Isami Hijikata  | Natsumi Fujiwara          | Marie Hinze     |

## Veröffentlichung
Mitte Mai des Jahres 2020 wurde angekündigt, dass der Anime eine Ausstrahlung in den japanischen Kinos erhalten werde. Am 10. Juli 2020 wurde der Kinostart für den 14. August 2020 angekündigt; der fortsetzende Kinofilm Nightmare or Queen soll am 13. November gleichen Jahres in den japanischen Kinos gezeigt werden. Im deutschsprachigen Raum wird Dead or Bullet zusammen mit dem zweiten Teil Nightmare or Queen am 29. August 2021 in mehr als 80 Kinos gezeigt; eine Veröffentlichung auf DVD und Blu-ray ist für den 26. November gleichen Jahres angesetzt.